# Mallard
Mallard és una població dels Estats Units a l'estat d'Iowa. Segons el cens del 2000 tenia 298 habitants.

## Demografia
Segons el cens del 2000, Mallard tenia 298 habitants, 133 habitatges, i 86 famílies. La densitat de població era de 302,8 habitants/km².
Dels 133 habitatges en un 26,3% hi vivien nens de menys de 18 anys, en un 55,6% hi vivien parelles casades, en un 3,8% dones solteres, i en un 35,3% no eren unitats familiars. En el 32,3% dels habitatges hi vivien persones soles el 21,1% de les quals corresponia a persones de 65 anys o més que vivien soles. El nombre mitjà de persones vivint en cada habitatge era de 2,24 i el nombre mitjà de persones que vivien en cada família era de 2,83.
Per edats la població es repartia de la següent manera: un 22,1% tenia menys de 18 anys, un 6% entre 18 i 24, un 21,1% entre 25 i 44, un 22,8% de 45 a 60 i un 27,9% 65 anys o més.
L'edat mediana era de 46 anys. Per cada 100 dones de 18 o més anys hi havia 96,6 homes.
La renda mediana per habitatge era de 28.056 $ i la renda mediana per família de 31.806 $. Els homes tenien una renda mediana de 26.528 $ mentre que les dones 11.917 $. La renda per capita de la població era de 16.451 $. Entorn del 12,7% de les famílies i el 12,1% de la població estaven per davall del llindar de pobresa.

## Poblacions més properes
El següent diagrama mostra les poblacions més properes.